# Abellanes
Abellanes (oficialmente y en catalán Les Avellanes) es una entidad de población española del municipio de Avellanes-Santa Liña, perteneciente a la provincia de Lérida, en la comunidad autónoma de Cataluña. En 2022, la entidad singular de población tenía empadronados 208 habitantes y el núcleo de población, los mismos.

## Demografía
| Gráfica de evolución demográfica de Abellanes entre 1842 y 1960 |
| |
| Población de derecho según los censos de población del INE Población de hecho según los censos de población del INEEn este censo se denominaba Avellanas: 1842 En estos censos se denominaba Abellanes: 1857, 1860, 1877 y 1887 Entre el censo de 1857 y el anterior, crece el término del municipio porque incorpora a 255358 (Tartareu), 255398 (Villanueva de Avellanet) Entre el censo de 1970 y el anterior, este municipio desaparece porque se integra en el municipio 25037 (Avellanes Santa Liña) |